# Columna Arquer-Grossi
La Columna Arquer-Grossi fou una milícia paramilitar formada per voluntaris durant la Guerra Civil espanyola. Estava formada per 4 centúries que partiren cap al Front d'Aragó el 24 de juliol de 1936 des de Barcelona. Estava formada majoritàriament per militants del Partit Obrer d'Unificació Marxista. Després de passar per Barbastre, la columna va ocupar el poble d'Alcubierre el dia 3 d'agost. Foren reforçades amb una centúria procedent de Balaguer a les ordres de Josep Pagés. La Columna va editar el seu propi diari, anomenat Alerta.